# Nhóm Visegrád
Nhóm Visegrád, cũng được gọi là Visegrád 4, hoặc V4, là một liên minh 4 nước Trung Âu - Cộng hòa Séc, Hungary, Ba Lan và Slovakia - với mục đích đẩy mạnh sự hội nhập châu Âu, cũng như để phát triển quân đội, hợp tác kinh tế và năng lượng với nhau.
Nhóm bắt nguồn gốc từ cuộc họp thượng đỉnh của các nhà lãnh đạo từ Tiệp Khắc, Hungary và Ba Lan tổ chức tại thị trấn của Hungary Visegrád  vào ngày 15 Tháng 2 1991 (không nên nhầm lẫn với Vyšehrad, một lâu đài ở Praha, hoặc với thị trấn Višegrad ở Bosnia và Herzegovina). Sau cuộc giải thể của Tiệp Khắc vào năm 1993, Cộng hòa Séc và Slovakia đã trở thành thành viên độc lập của nhóm, do đó làm tăng tổng số thành viên đến 4. Tất cả bốn thành viên của nhóm Visegrád gia nhập vào Liên minh châu Âu vào ngày 01 Tháng 5 năm 2004.

## Bối cảnh lịch sử
Tên của Nhóm bắt nguồn và địa điểm được lựa chọn, từ  cuộc họp của các vị vua Bohemia (Séc), Ba Lan, và Hungary ở Visegrád năm 1335. Károly I của Hungary, Kazimierz III của Ba Lan, và Johann của Bohemia đồng ý tạo ra các tuyến thương mại mới để vượt qua cảng chủ yếu Viên và tiếp cận dễ dàng hơn với các thị trường châu Âu khác. Việc công nhận chủ quyền Séc đối với Công tước Silesia cũng đã được khẳng định. Một cuộc họp thứ hai đã diễn ra vào năm 1339, khi quyết định rằng sau cái chết của Kazimierz III của Ba Lan, con trai của Károly I của Hungary, Louis I của Hungary, sẽ trở thành Vua của Ba Lan với điều kiện là Casimir không có con trai.
Các quốc gia có lịch sử chung lâu dài, bao gồm các lãnh thổ khác nhau được cai trị bởi Đế quốc Habsburg và những quốc gia kế nhiệm của nó vào những thời điểm khác nhau từ những năm 1500 đến Thế chiến I. Gần đây nhất, trong thời Chiến tranh Lạnh, các quốc gia này là các quốc gia vệ tinh của Liên Xô Cộng hòa Nhân dân Ba Lan, Cộng hòa Xã hội chủ nghĩa Tiệp Khắc. Năm 1989 đánh dấu sự sụp đổ của Chủ nghĩa Cộng sản ở Trung và Đông Âu. Năm 1990, ba Cộng hòa Nhân dân Cộng hòa đã kết thúc và vào tháng 12 năm 1991 Liên Xô sụp đổ. Ở giữa, Nhóm Visegrád được thành lập vào ngày 15 tháng 2 năm 1991. 

## Kinh tế

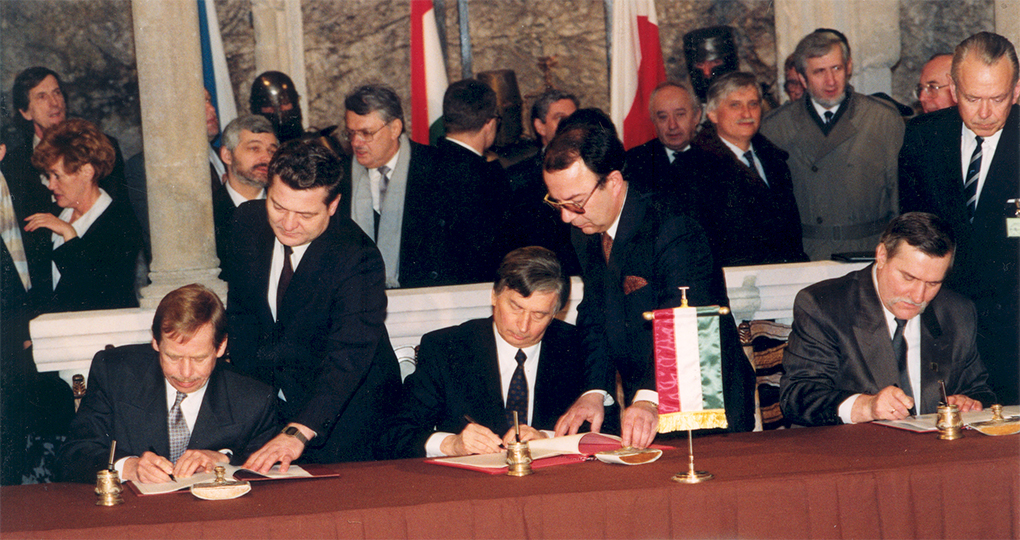
Lễ ký kết Nhóm Visegrád vào tháng 2 năm 1991

Cả bốn quốc gia trong Nhóm Visegrád đều là những nước có thu nhập cao với chỉ số phát triển con người cao. Các nước V4 đã có được sự tăng trưởng kinh tế ổn định hơn hoặc ít hơn trong hơn một thế kỷ. Năm 2009, Slovakia thông qua đồng euro làm tiền tệ chính thức.
Nếu được tính là một quốc gia duy nhất, Nhóm Visegrád là nền kinh tế lớn thứ năm ở Châu Âu và đứng thứ 12 trên thế giới.
Trên cơ sở Tổng sản phẩm trong nước trên đầu người (PPP) cho năm 2015, nước phát triển nhất trong nhóm là Cộng hòa Séc (34.017 đô la Mỹ / người), tiếp đến là Slovakia (29.209 đô la Mỹ / người), Ba Lan (27.654 đô la Mỹ / người)) và Hungary (26.941 USD / người)  GDP bình quân (PPP) vào năm 2013 cho cả nhóm là 25.797 USD.
Trong EU, các nước V4 là những nước ủng hộ hạt nhân, và đang tìm cách mở rộng hoặc phát hiện (trong trường hợp Ba Lan) một ngành công nghiệp điện hạt nhân. Họ đã tìm cách chống lại những gì mà họ coi là một thành kiến chống lại điện hạt nhân trong EU, tin rằng các nước của họ sẽ được hưởng lợi từ việc phát thải không bằng năng lượng hạt nhân và độ tin cậy cao.

### Các quốc gia thành viên hiện tại

#### Ba Lan

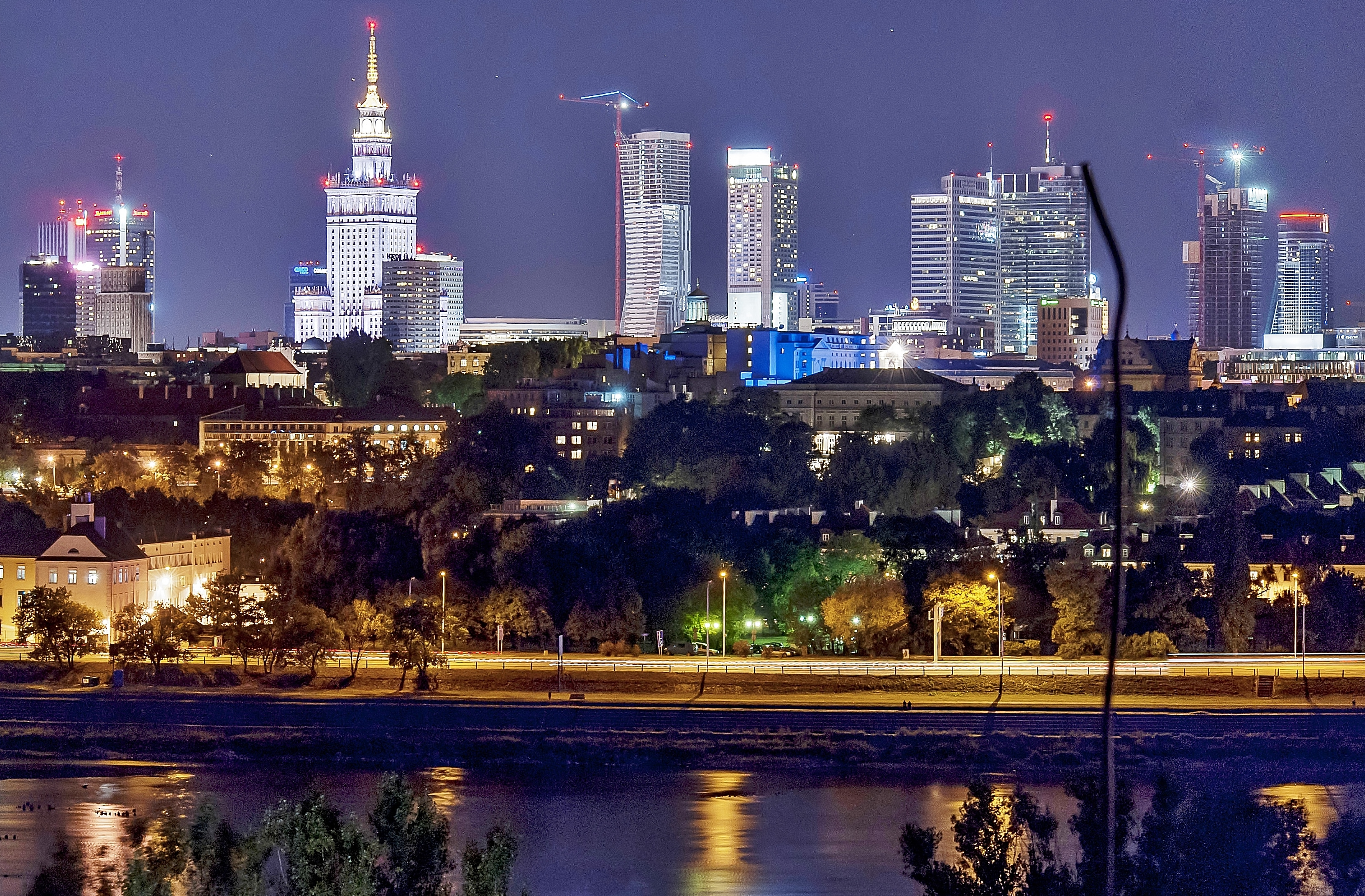
Warsaw, Ba Lan

Ba Lan có nền kinh tế lớn nhất khu vực (GDP PPP tổng cộng 1.051 tỷ USD, đứng thứ 23 trên thế giới). Theo Liên Hợp Quốc và Ngân hàng Thế giới, đây là một quốc gia có thu nhập cao  có chất lượng cuộc sống cao và mức sống cao.  Nền kinh tế Ba Lan là nền kinh tế lớn thứ sáu trong EU và là một trong những nền kinh tế phát triển nhanh nhất ở châu Âu, với tỷ lệ tăng trưởng hàng năm trên 3,0% trước khi suy thoái cuối năm 2000. Ba Lan là thành viên của Liên minh Châu Âu duy nhất tránh được sự suy giảm GDP, và trong năm 2009 tạo ra sự tăng trưởng GDP tốt nhất ở EU. Tính đến tháng 12 năm 2009, nền kinh tế Ba Lan đã không bước vào suy thoái kinh tế cũng như không ký hợp đồng. Theo Tổng cục Thống kê của Ba Lan, năm 2011, tốc độ tăng trưởng kinh tế của Ba Lan là 4,3%, kết quả tốt nhất ở EU. Thành phần lớn nhất của nền kinh tế là khu vực dịch vụ (67,3%), tiếp theo là công nghiệp (28,1%) và nông nghiệp (4,6%). Kể từ khi tăng đầu tư tư nhân và hỗ trợ tài chính của EU, cơ sở hạ tầng của Ba Lan đã phát triển nhanh chóng.
Các ngành công nghiệp chính của Ba Lan là khai thác mỏ, máy móc (ô tô, xe buýt, tàu), luyện kim, hóa học, điện, dệt và chế biến thực phẩm. Các lĩnh vực công nghệ cao và CNTT cũng đang phát triển với sự giúp đỡ của các nhà đầu tư như Google, Toshiba, Dell, GE, LG và Sharp. Ba Lan là nhà sản xuất nhiều thiết bị điện tử và linh kiện.  Khai thác khoáng sản bao gồm than đen, nâu đen, đồng, chì, kẽm, muối, lưu huỳnh, magnesit, kaolin và một lượng nhỏ dầu và khí tự nhiên.

#### Cộng hòa Séc

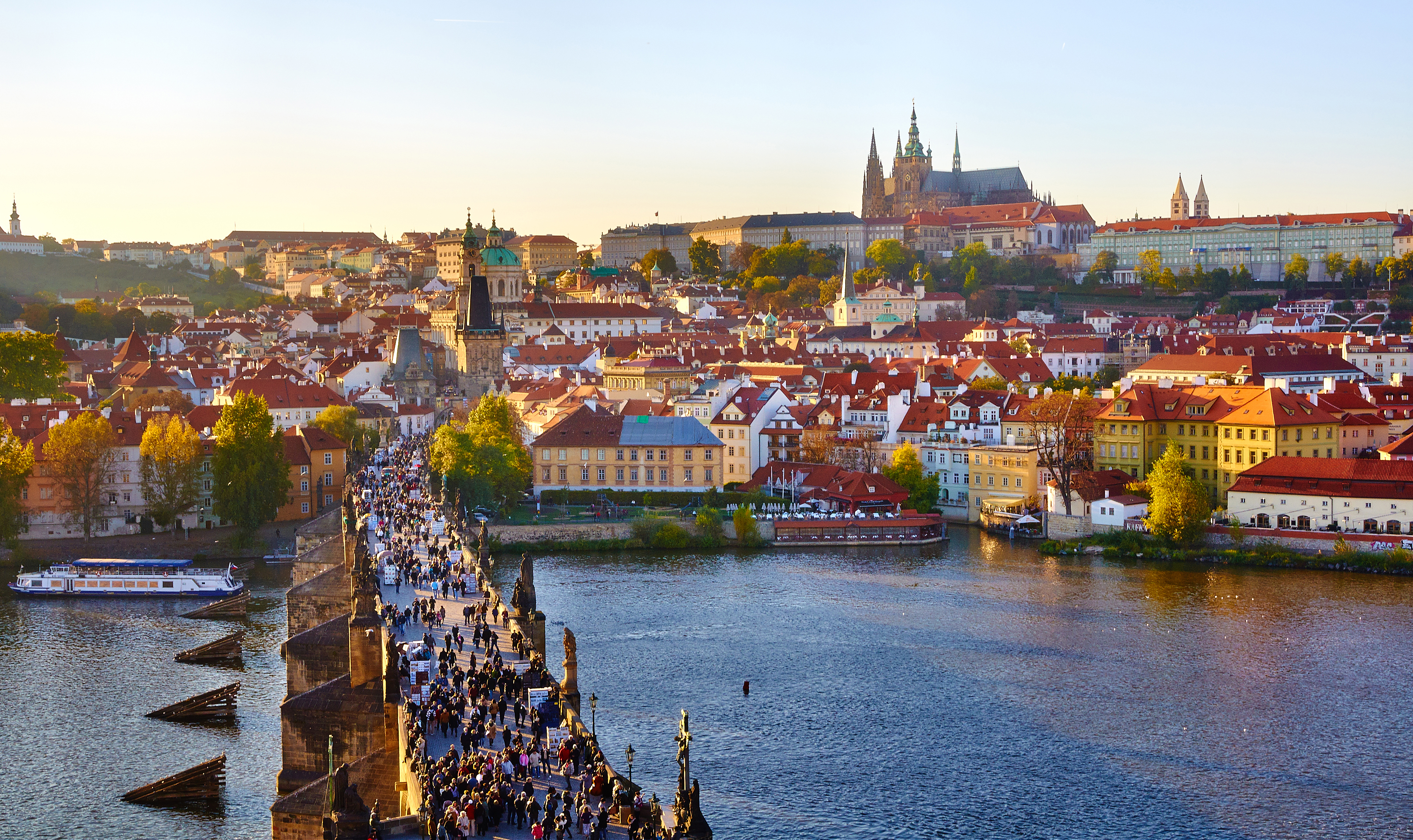
Prague, Cộng hòa Séc

Nền kinh tế Cộng hòa Séc là nhóm lớn thứ hai (GDP PPP đạt 359.054 tỷ USD, đứng thứ 50 trên thế giới). Trước Thế chiến II, Cộng hòa Séc là một trong những nước tiên tiến nhất trên thế giới. Tuy nhiên, sự chuyển đổi từ mô hình kinh tế xã hội chủ nghĩa sang mô hình kinh tế tư bản vào đầu những năm 1990 đã có một tác động đáng kể đến nền kinh tế của đất nước. Kể từ cách mạng Nhung, Cộng hòa Czech đã thành công trong việc chuyển đổi nền kinh tế thị trường tự do. Ngày nay, Cộng hòa Séc là một nước công nghiệp hoá cao, và theo Ngân hàng Thế giới, một trong ba mươi quốc gia phát triển nhất trên thế giới.
Các ngành công nghiệp chính ở Cộng hòa Séc là hóa chất, máy móc, chế biến thực phẩm, luyện kim và luyện kim. Các ngành công nghiệp chủ yếu khác là năng lượng, xây dựng và tiêu dùng. Ít quan trọng hơn là ngành công nghiệp vũ khí và thủy tinh, nhưng chúng có truyền thống lâu đời ở Bohemia. Ngành công nghiệp chiếm 35% nền kinh tế Séc. Cộng hòa Séc sản xuất ra hầu hết các loại xe ô tô đầu người, đầu tiên là Slovakia. Các nhà sản xuất chính là Škoda auto, Peugeot-Citroen, Toyota và Hyundai. Các công ty lớn khác là ČEZ (công ty lớn nhất ở Trung và Đông Âu), các công trình của Škoda (nhà sản xuất xe đường sắt), Panasonic (điện tử), Tatra (nhà sản xuất xe tải hạng nặng), Arcelor Mittal (Luyện kim), PPF (tập đoàn đầu tư lớn nhất của Trung Âu) Pilsner Urquell (pha) Hàng không (không gian vũ trụ), và nhiều ngành khác. 

#### Hungary

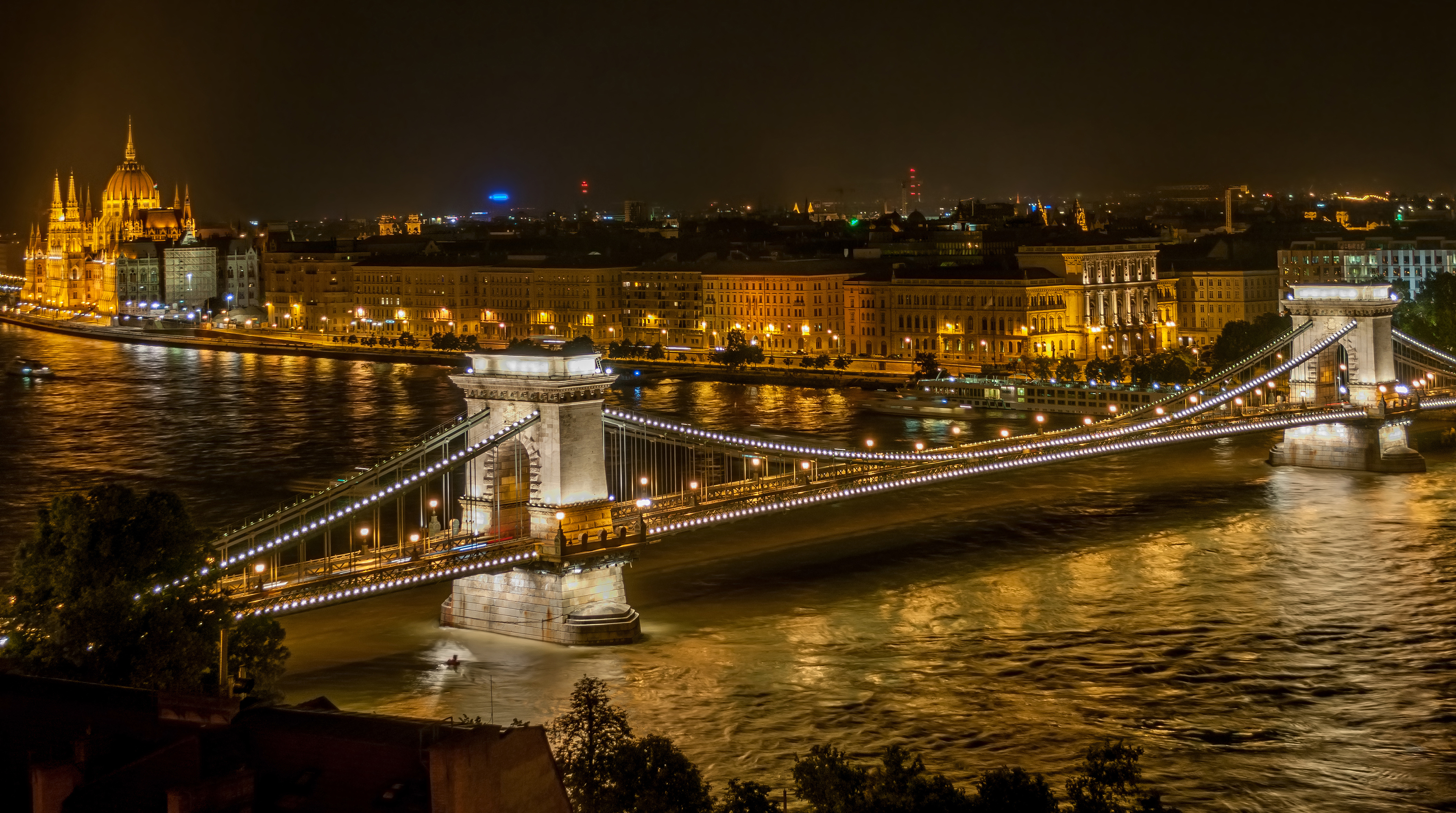
Budapest, Hungary

Hungary có nền kinh tế lớn thứ ba của nhóm (tổng GDP là 265.037 tỷ USD, đứng thứ 57 trên thế giới). Hungary là một trong những nền kinh tế phát triển hơn của khối Đông. Với khoảng 18 tỷ USD vốn đầu tư trực tiếp nước ngoài (FDI) từ năm 1989, Hungary đã thu hút hơn một phần ba tổng số FDI ở Trung và Đông Âu, bao gồm Liên Xô cũ. Trong số này, khoảng 6 tỷ USD là từ các công ty Mỹ. Bây giờ nó là một nhà nước công nghiệp nông nghiệp. Các ngành công nghiệp chính là kỹ thuật, cơ khí (xe hơi, xe buýt), hóa chất, điện, dệt, và các ngành công nghiệp thực phẩm. Ngành dịch vụ chiếm 64% GDP trong năm 2007 và vai trò của nó trong nền kinh tế Hungary ngày càng tăng.
Các ngành chính của ngành công nghiệp Hungary là ngành công nghiệp nặng (khai khoáng, luyện kim, máy móc và sản xuất thép), sản xuất năng lượng, cơ khí, hoá chất, công nghiệp thực phẩm và sản xuất ô tô. Ngành công nghiệp chủ yếu dựa vào công nghiệp chế biến và (bao gồm cả xây dựng) chiếm 29,32% GDP trong năm 2008. Ngành công nghiệp hàng đầu là máy móc, tiếp theo là ngành công nghiệp hóa chất (sản xuất nhựa, dược phẩm), trong khi ngành khai thác mỏ, luyện kim và công nghiệp dệt dường như mất dần tầm quan trọng trong hai thập kỷ qua. Mặc dù sự suy giảm đáng kể trong thập kỷ qua, ngành công nghiệp thực phẩm vẫn đóng góp 14% trong tổng sản lượng công nghiệp và chiếm khoảng 7-8% tổng kim ngạch xuất khẩu của đất nước này.
Nông nghiệp chiếm 4,3% GDP trong năm 2008 và cùng với ngành công nghiệp thực phẩm chiếm khoảng 7,7% lực lượng lao động.
Du lịch sử dụng gần 150.000 người và tổng thu nhập từ du lịch là 4 tỷ euro trong năm 2008.  Một trong những điểm đến hàng đầu của Hungary là hồ Balaton, hồ nước ngọt lớn nhất ở Trung Âu, với 1,2 triệu du khách năm 2008. Khu vực được thăm viếng nhiều nhất là Budapest; thủ đô của Hungary đã thu hút được 3,61 triệu du khách trong năm 2008. Hungary là nước có số lần truy cập nhiều thứ 24 trên thế giới trong năm 2011.

#### Slovakia

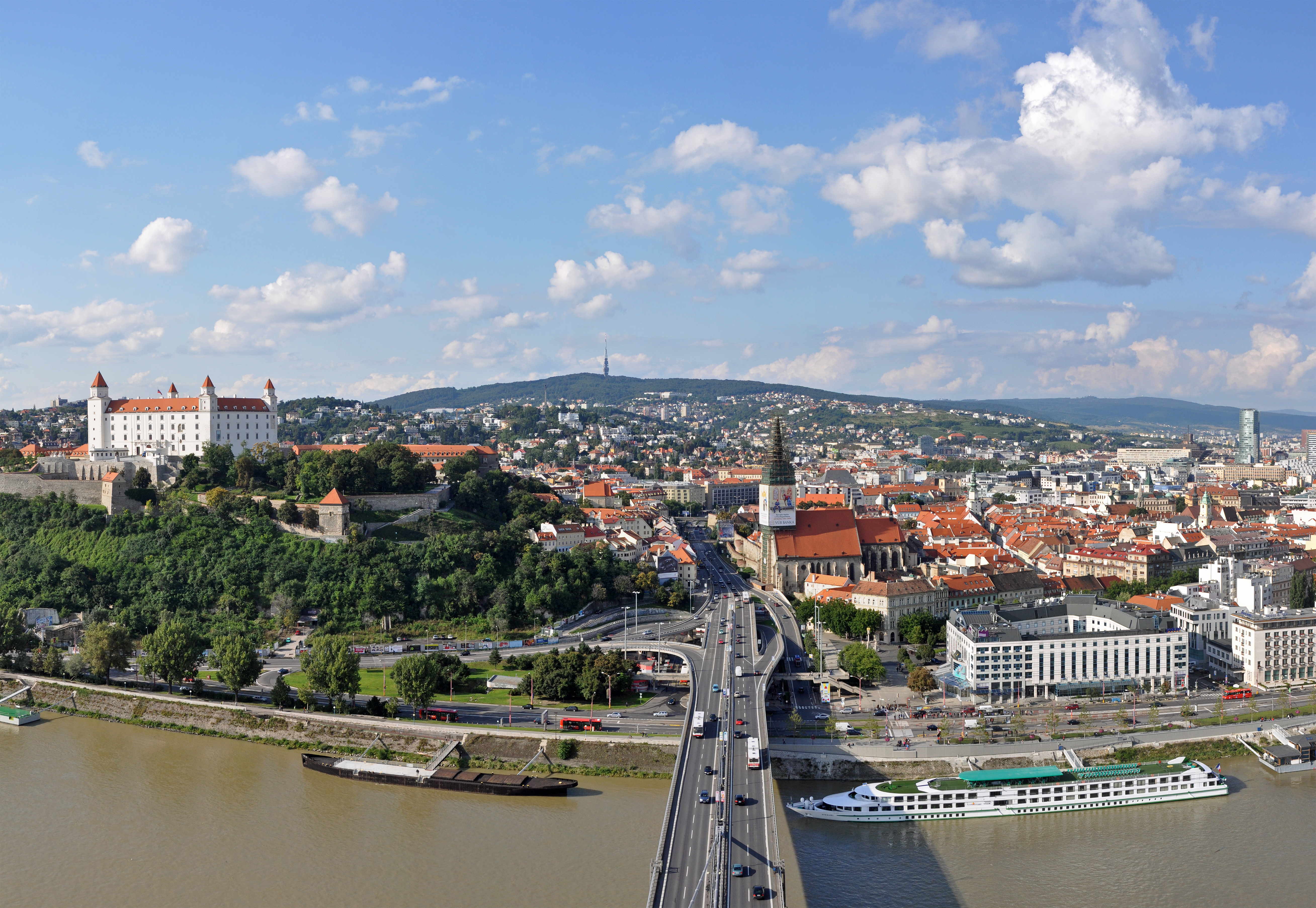
Bratislava, Slovakia

Nền kinh tế V4 nhỏ nhất, nhưng vẫn mạnh mẽ như vậy là của Slovakia (GDP của tổng số 158.428 tỷ USD, thứ 70 trên thế giới). Cùng với Cộng hòa Séc, Slovakia là nước phát triển nhất của khối Đông. Những năm đầu sau cuộc cách mạng năm 1989, sự trì trệ. Vào cuối những năm 1990, nền kinh tế tăng trưởng và thu hút được nhiều khoản đầu tư. Slovakia cần sản lượng xe hơi bình quân đầu người.

## Nhân khẩu
Dân số là 64.301.710 người, xếp thứ 22 trên thế giới và đứng thứ 4 ở châu Âu (tương đương với Pháp, Ý và Anh) nếu V4 là một quốc gia. Phần lớn người dân sống ở Ba Lan (38 triệu), tiếp theo là Séc (gần 11 triệu), Hungary (gần 10 triệu)  và Slovakia (5,5 triệu).

### Thủ đô các quốc gia V4
- Budapest (Hungary) - 1.759.407 người (vùng đô thị - 3.303.786)
- Warsaw (Ba Lan) - 1.748.916 cư dân (vùng đô thị - 3.105.883)
- Praha (Cộng hòa Séc) - 1.267.449 cư dân (vùng đô thị - 2.156.097)
- Bratislava (Slovakia) - 432.801 cư dân (vùng đô thị - 659.578)

### Các thành phố quan trọng khác
- Ba Lan - Kraków (762.448), Łódź (698.688), Wrocław (637.075), Poznan (541.561)
- Cộng hòa Séc - Brno (377.440), Ostrava (294.200), Plzeň (169.033) Liberec (102.562)
- Hungary - Debrecen (203.914), Szeged (162.593), Miskolc (159.554), Pécs (145.985)
- Slovakia - Košice (240.688), Prešov (91.638), Žilina (81.515), Banská Bystrica (79.775)

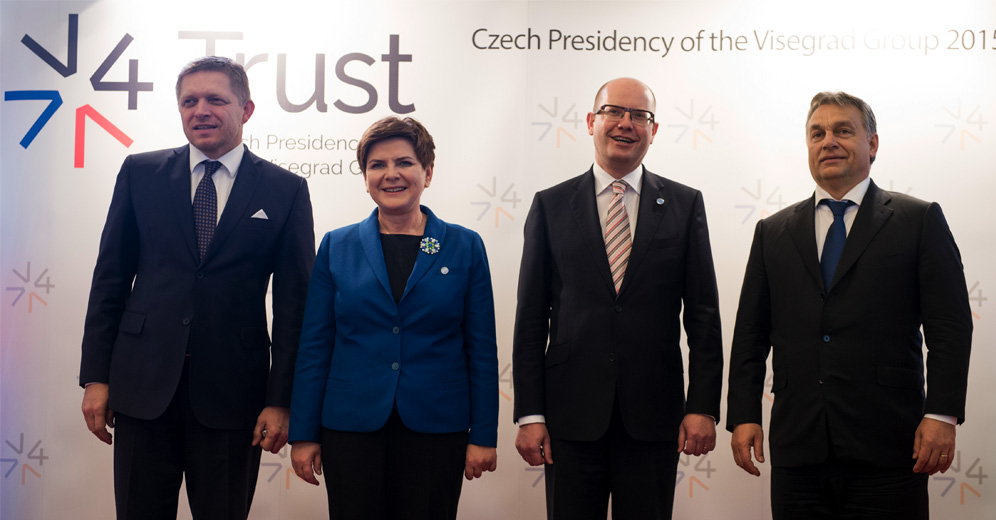
Visegrad Group leaders' meeting in Prague, 2015

## Chủ tịch luân phiên

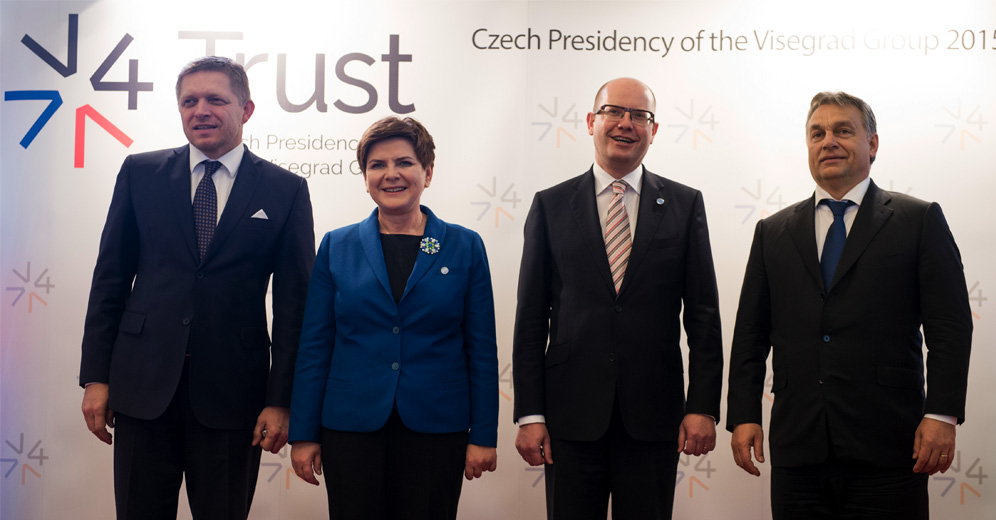
Lãnh đạo các quốc gia Nhóm Visegrad họp ở Praha, 2015

Chủ tịch nhóm thany đổi hàng năm, vào tháng 7
| - 1991–1992 Czechoslovakia - 1992–1993 Ba Lan - 1993–1994 Hungary - 1994–1995 Slovakia - 1995–1996 Cộng hòa Séc - 1996–1997 Ba Lan - 1997–1998 Hungary - 1998–1999 Slovakia - 1999–2000 Cộng hòa Séc |  | - 2000–2001 Ba Lan - 2001–2002 Hungary - 2002–2003 Slovakia - 2003–2004 Cộng hòa Séc - 2004–2005 Ba Lan - 2005–2006 Hungary - 2006–2007 Slovakia - 2007–2008 Cộng hòa Séc |  | - 2008–2009 Ba Lan - 2009–2010 Hungary - 2010–2011 Slovakia - 2011–2012 Cộng hòa Séc - 2012–2013 Ba Lan - 2013–2014 Hungary - 2014–2015 Slovakia - 2015–2016 Cộng hòa Séc |  | - 2016–2017 Ba Lan - 2017–2018 Hungary - 2018–2019 Slovakia - 2019–2020 Cộng hòa Séc - 2020–2021 Ba Lan - 2021–2022 Hungary - 2022–2023 Slovakia - 2023–2024 Cộng hòa Séc - 2024–2025 Ba Lan |

## Quỹ Visegrád Quốc tế

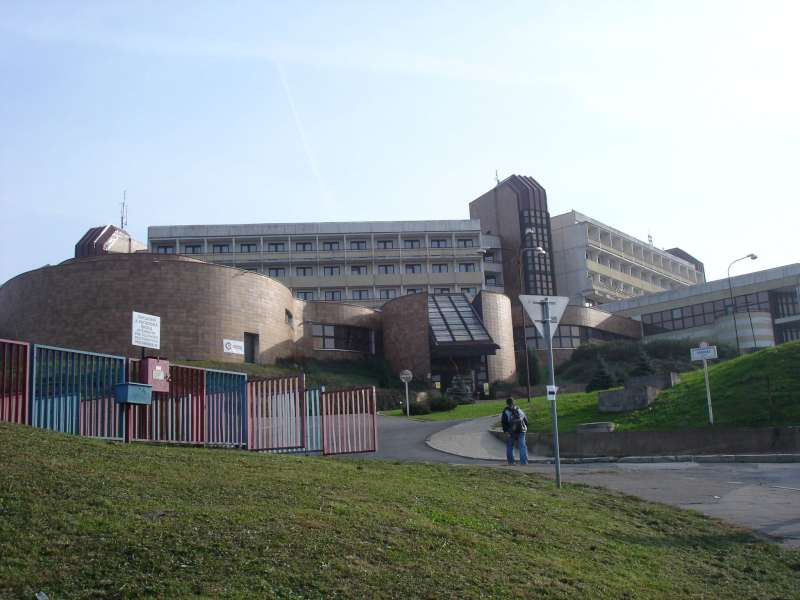
SÚZA ở Bratislava, cựu ghế của Quỹ Visegrád Quốc tế (2000-2006).

Tổ chức duy nhất của Hợp tác Visegrád là Tổ chức International Visegrád Fund (IVF), được thành lập vào năm 1999, có trụ sở tại Bratislava. Theo quyết định của Thủ tướng, Quỹ có ngân sách hàng năm là 8 triệu EUR vào năm 2014. Với thời hạn trên 11 lần và các cuộc gọi không thường xuyên cho các đề xuất, quỹ tài trợ cho các khoản tài trợ, học bổng, học bổng nghiên cứu và các cơ quan lưu trú nghệ sĩ. Những người nhận tài trợ chính là các công dân và các tổ chức phi chính phủ thuộc V4, cũng như các nước Balkan Tây phương, các đối tác Đông và các nước khác.

## Các sáng kiến

### Nhóm chiến dịch Visegrád
Ngày 12 tháng 5 năm 2011, Bộ trưởng Bộ Quốc phòng Ba Lan Bogdan Klich cho biết, Ba Lan sẽ dẫn đầu một Nhóm Chiến lược mới của Liên minh châu Âu (Visegrád Group). Quyết định này được đưa ra tại cuộc họp các bộ trưởng quốc phòng của V4 ở Levoča, Slovakia, và nhóm chiến dịch sẽ hoạt động và được đưa vào hoạt động vào nửa đầu năm 2016. Các bộ trưởng cũng đồng ý rằng quân đội V4 nên tổ chức các cuộc tập trận thường xuyên dưới sự bảo trợ của lực lượng phản ứng của NATO, với cuộc tập trận đầu tiên được tổ chức tại Ba Lan vào năm 2013. Nhóm chiến đấu sẽ bao gồm các thành viên của V4 và Ukraina,.
Ngày 14 tháng 3 năm 2014, để đáp ứng với sự can thiệp quân sự của Nga năm 2014 ở Ukraine, một hiệp định được ký kết cho một cơ quan quân sự chung trong Liên minh Châu Âu. Các điều khoản của nó bao gồm các cuộc tập trận chung, phối hợp mua sắm quốc phòng, và phát triển quốc phòng chung của bốn nước Trung Âu. 

### Nhóm chuyên gia về Năng lượng
Năm 2002, Hungary thành lập Nhóm chuyên gia Năng lượng. Nhóm chuyên gia này gặp mặt một hoặc hai lần một năm tại thủ đô V4 trên cơ sở luân phiên, và người đứng đầu đoàn đại biểu nước chủ nhà luôn là chủ tọa cuộc họp.
Ngày 27 tháng 4 năm 2006, Nhóm làm việc đã gặp nhau tại Prague với mục đích thảo luận các khuyến nghị đối với các bộ trưởng năng lượng của V4 liên quan đến các chủ đề được thương lượng tại các cuộc họp cấp bộ. WG đã xây dựng các khuyến nghị liên quan đến bốn nhóm vấn đề:
- Các khuyến nghị về tính tổng quát trong lĩnh vực chính sách năng lượng, bao gồm nghiên cứu và phát triển năng lượng.
- Khuyến nghị để xem xét phát triển khẩn cấp khí tự nhiên lưu trữ.
- Khuyến nghị để xem xét việc xây dựng khí đốt và dầu mới Đường ống dẫn và các cảng biển mới LNG.
- Đề xuất trong lĩnh vực kết nối lưới truyền tải điện.

### Viện Sáng chế Visegrad
Được thành lập bởi một thỏa thuận ký kết tại Bratislava vào ngày 26 tháng 2 năm 2015, Viện bắt đầu hoạt động với tư cách là Cơ quan Tìm kiếm Quốc tế (ISA) và Cơ quan Thẩm định sơ bộ Quốc tế (IPEA) theo Hiệp ước Hợp tác Bằng sáng chế (PCT) từ ngày 1 tháng 7 năm 2016.